# آب‌بید گله توک
آب‌بید گله توک، روستایی از توابع بخش مرکزی شهرستان اندیکا در استان خوزستان ایران است.	

## جمعیت
این روستا در دهستان قلعه خواجه قرار دارد و براساس سرشماری مرکز آمار ایران در سال ۱۳۸۵، جمعیت آن ۲۷۹ نفر (۴۸خانوار) بوده‌است.